# Teoria de Regge
Em física quântica, a Teoria de Regge é o estudo das propriedades analíticas de dispersão como função de momento angular. Por exemplo  spin electrónico (elétrons) podem apresentar movimento de rotação em  dois sentidos diferentes, por isso é que dois elétrons podem ocupar o mesmo nível ao mesmo tempo, ou 4 ou 8… . Elétrons e Quarks todos possuem Spin de 1/2 e Grávitons Spin 2. Aplicando a  matemática Função Beta foi possível explicar a presença dessas linhas retas, como sendo filamentos. 
Assim nasceu a primeira  teoria da corda chamada Primeira-quantificação da corda que se dividiram em cordas abertas e cordas fechadas. Cordas abertas têm menos modos de vibração que cordas fechadas, pois possuem as pontas livres, na corda fechada para manter as pontas fixas é necessário mais modos de vibração.  Esta teoria não-relativística foi desenvolvido por Tullio Regge, em 1957.

## Pólos de Regge
O exemplo mais simples dos pólos de Regge é fornecido pela abordagem mecânica quântica do potencial de Coulomb {\displaystyle V(r)=-e^{2}/(4\pi \epsilon _{0}r)} ou, diferentemente, pelo tratamento mecânico quântico da ligação ou dispersão de um elétron de massa e carga elétrica {\displaystyle -e} de um próton de massa {\displaystyle M} e carga {\displaystyle +e}. A energia {\displaystyle E} da ligação do elétron ao próton é negativa, enquanto que, para a dispersão, a energia é positiva. A fórmula para a energia de ligação é a expressão:
{\displaystyle l\rightarrow l(E)=-n+g(E),\;\;g(E)=-1+i{\frac {\pi e^{2}}{4\pi \epsilon _{0}h}}(2m'/E)^{1/2}.}
Considerada como uma função complexa de {\displaystyle E}, essa expressão descreve no plano-{\displaystyle l} complexo um caminho que é chamado de "trajetória de Regge". Assim, nesta consideração, o momento orbital pode assumir valores complexos.
As trajetórias de Regge podem ser obtidas para muitos outros potenciais, em particular também para o potencial de Yukawa.
As trajetórias de Regge aparecem como pólos da amplitude de dispersão ou na matriz-S relacionada. No caso do potencial de Coulomb considerado acima, esta matriz-S é dada pela seguinte expressão:
{\displaystyle S={\frac {\Gamma (l-g(E))}{\Gamma (l+g(E))}}e^{-i\pi l},}
onde {\displaystyle \Gamma (x)} é a função gama, uma generalização de fatorial {\displaystyle (x-1)!}.
Esta função gama é uma função meromorfa do seu argumento com pólos simples em {\displaystyle x=-n,n=0,1,2,...}. Assim, a expressão para {\displaystyle S} (a função gama no numerador) possui pólos precisamente nesses pontos, que são dadas pela expressão acima para as trajetórias de Regge; por isso o nome pólos de Regge.